# اس‌اس دنب
اس‌اس دنب (به انگلیسی: SS Deneb) یک کشتی بود که طول آن ۲۲۳ فوت ۹ اینچ (۶۸٫۲۰ متر) بود. این کشتی در سال ۱۹۲۳ ساخته شد.